# 大阪市交通局60系電車
大阪市交通局60系電車（おおさかしこうつうきょく60けいでんしゃ）は、大阪市交通局に在籍していた高速電気軌道（地下鉄）用通勤形電車である。

## 概要
1969年（昭和44年）、大阪市営地下鉄堺筋線の開業および京阪神急行電鉄（現・阪急電鉄）京都線・千里線との相互直通運転開始、そして翌年春に迫った日本万国博覧会にあわせて、川崎重工業・日本車輌製造（東京支店）・汽車製造・日立製作所の4社で5両編成18本90両が一度に製造された。各車両の落成日は1969年10月から11月の間であるが、車体に取り付けられる車両形式銘板に記載される製造年月は全車「昭和44年10月」でそろえられていた。
1970年（昭和45年）鉄道友の会ローレル賞受賞。

## 車両概説

### 車体・機器類
車体はアルミ合金製で、基本構造・電装機器類は30系アルミ車と共通するものが多く、屋根はモニター屋根であった。天井近くまで高さのある窓ガラスとその内側に行先表示器や尾灯を納めた、当時としては非常に斬新な前面デザインであり、後年の小田急9000形電車などにも多大な影響を与えた。側面の扉および窓の配置は、相互直通先である阪急の標準とは異なり、運転台付き車両がdD3D3D1、中間車が1D3D3D1（d：乗務員扉、D：客用扉）となっていた（これは後継車の66系も同様）。ローレル賞受賞後は6001・6501などの客室内乗務員室扉上にローレル賞受賞記念プレートが取り付けられていた。

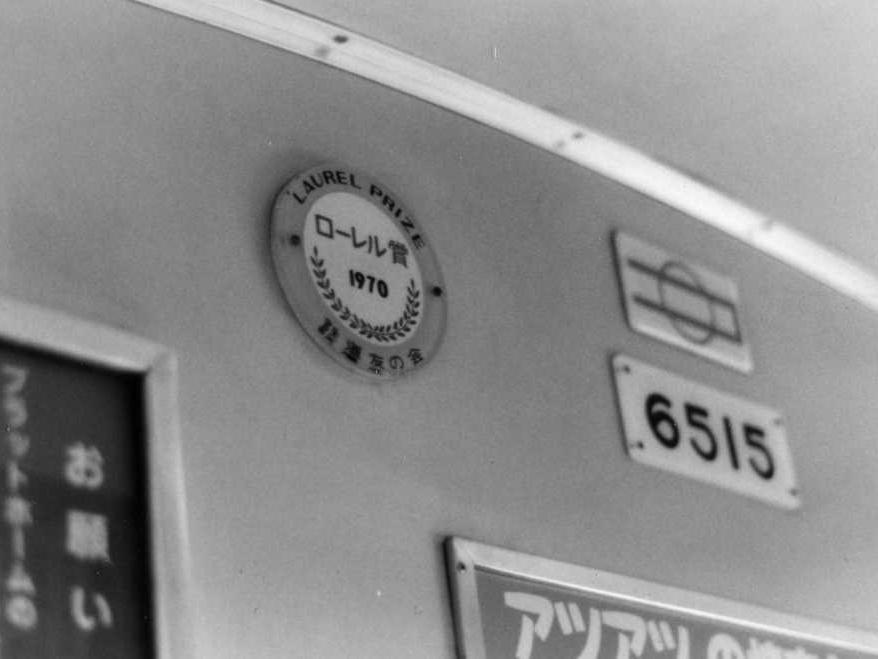
ローレル賞プレート（1988.5.14高槻市にて撮影）

製造当初は阪急線内における踏切用警戒色として前面腰部のアルマイト板を赤く着色していたことから「頬紅電車」と呼ばれていたが、後年ラインカラーの制定により茶色（ビビッドブラウン）に変更され、1978年11月までに前面のカラー変更が完了、側面にも1979年7月までに交通局シンボルマーク入りの茶帯が入るようになった。ただし、先頭車を中間車化したものは前面腰部の着色部は変更されず、保守されずに褪色していたが頬紅色のままであった。また、前面窓下には乗り入れ先の阪急の車両に準じて行先表示板を受ける金具が取り付けられ、EXPO準急での運用の際に使用されていたが、後年撤去された。
架線集電である特性を生かして、補助電源に当時最新鋭の静止形インバータ(SIV)を採用し、保守点検の簡易化を図っている。また、大阪市営地下鉄では初めて、床下に暖房装置を搭載した。地上線での高速走行時の乗り心地を確保するために、台車に住友S型ミンデン式のFS-373（T台車:FS-073/局内MS-60）を採用するなど、当時の大阪市営地下鉄では「初物づくし」の車両であった。
設計最高速度は100km/hであったが、阪急線内の運用に当たっては無改造で110km/hで運用されていた。

### 内装
座席はロングシートであった。新製時は同年に製造を開始した30系などと同様に、人間工学に従って設計されたとされるFRP製の枠に発泡ウレタンを詰め物として使用し、ビニールレザーを張った座席を備えていたが、後に通常のモケット張り座席に交換されている。なお、第14編成のみ、セパレートタイプの座席になっていた。
天井にはファンデリアが運転台付き車両は7基、中間車は8基設置された。なお、1990年代に内装更新が実施された編成は、化粧板を白系に張り替え、座席を66系とほぼ同等のものに交換し、一部車両には車いすスペースも設置している。

## 編成構成
当初は5両編成であったが、1979年（昭和54年）に6両編成、1993年（平成5年）から8両編成に組み替えられた。このため一部先頭車は運転台を撤去して中間車化されたほか、6両編成への組替え時に連結された付随車は大半が電動車から電装解除された車両である。これらの6両編成化および8両編成化は全て編成を組み換えて行っており、増結車両の追加新造は行っていない。
- 以下は冷房改造・内装更新・8両編成化後の最終状態の構成とする。
- 車両番号の付番体系は30系に準じている。すなわち千の位の「6[9]」で系列名を表し、百の位で車両形式、十と一の位で編成番号を表す。なお本形式の編成番号は落成した順番とは一致しない。
- 両制御車の運転台側は自動連結器、簡易運転台を備える6300形と6600形の間の連結器は密着連結器、それ以外は半永久連結器が装着されている。
- 「e」は蓄電池搭載車を表す、大阪市交通局独自の記号。

| ↑動物園前・天下茶屋     | |
| 6000形（Mc1）           | パンタグラフや主制御器などの走行機器を搭載する制御電動車。 |
| 6100形（M2p）           | 8両編成化時に対象から外れた編成から抜き出した6300・6500形を改番した中間電動車。6500形が装備していた運転台・6300形が装備していた簡易運転台は使用できなくなっている。冷房改造・内装更新車は全車車椅子スペース設置。 |
| 6200形（Mb1）           | 8両編成化時に対象から外れた編成から抜き出した6000・6400形を改番した中間電動車。 6000形が装備していた運転台は使用できなくなっている。冷房改造・内装更新車は全車車椅子スペース設置。                                |
| 6300形（M2e'）          | 静止形インバータ (SIV) 、蓄電池などの補機類を搭載する中間電動車。 天神橋筋六丁目方の車端部に簡易運転台が設置されている。                                                                                          |
| 6600形（T）             | 補助電源装置などを搭載する付随車。 動物園前方の車端部に簡易運転台が設置されている。 |
| 6700形（T'）            | 6両編成化時に第16～18編成を分解し、主要機器撤去・M車の電装解除などの改造を施して用意した付随車。冷房改造時に補機類が追加された。                                                                                  |
| 6400形（M1）            | パンタグラフや主制御器などの走行機器を搭載する中間電動車。 |
| 6500形（Mce2）          | 蓄電池などの補機類を搭載する制御電動車。 |
| ↓天神橋筋六丁目・阪急線 | |

| 6000 | 6300 | 6600 | 6400 | 6500 |
| Mc   | M'   | T    | M    | M'c  |

| 6000 | 6300 | 6600 | 6700  | 6400 | 6500 |
| Mc   | M'   | T    | T(To) | M    | M'c  |

| 6000 | 6100    | 6200  | 6300 | 6600 | 6700  | 6400 | 6500 |
| Mc   | M'(M'o) | M(Mo) | M'   | T    | T(To) | M    | M'c  |

- 改番対照表

| 6700 | 6701 - 6703 | 6704 - 6706 | 6707 - 6709 | 6710 - 6712 | 6713 - 6715 |
| 種車 | 6016 - 6018 | 6316 - 6318 | 6616 - 6618 | 6416 - 6418 | 6516 - 6518 |

| 6100 | 6101 | 6102 | 6103 | 6104 | 6106 | 6107 | 6111 | 6112 | 6114 |
| 種車 | 6309 | 6313 | 6310 | 6315 | 6308 | 6515 | 6510 | 6513 | 6509 |

| 6200 | 6201 | 6202 | 6203 | 6204 | 6206 | 6207 | 6211 | 6212 | 6214 |
| 種車 | 6009 | 6013 | 6010 | 6015 | 6008 | 6415 | 6410 | 6413 | 6409 |

編成一覧
| 編成番号 | 竣工年月       | メーカー         | 編成両数    | 廃車           | 冷房化改造 | その他                            |
| -------- | -------------- | ---------------- | ----------- | -------------- | ---------- | --------------------------------- |
| 第1編成  | 1969年10月4日  | 川崎重工         | 5両→6両→8両 | 2003年3月29日  | 〇         |                                   |
| 第2編成  | 1969年10月1日  | 川崎重工         | 5両→6両→8両 | 2003年11月8日  | 〇         |                                   |
| 第3編成  | 1969年10月1日  | 川崎重工         | 5両→6両→8両 | 2003年10月10日 | 〇         |                                   |
| 第4編成  | 1969年10月2日  | 日本車輌（東京） | 5両→6両→8両 | 1994年6月7日   |            |                                   |
| 第5編成  | 1969年10月3日  | 日本車輌（東京） | 5両→6両     | 1992年3月26日  |            |                                   |
| 第6編成  | 1969年10月29日 | 日本車輌（東京） | 5両→6両→8両 | 1995年3月31日  |            |                                   |
| 第7編成  | 1969年11月10日 | 日本車輌（東京） | 5両→6両→8両 | 1994年6月28日  |            |                                   |
| 第8編成  | 1969年11月24日 | 日本車輌（東京） | 5両→6両     | 1993年7月22日  |            | 他編成の8連化へ転用               |
| 第9編成  | 1969年10月3日  | 汽車製造         | 5両→6両     | 1993年5月27日  |            | 他編成の8連化へ転用               |
| 第10編成 | 1969年10月11日 | 汽車製造         | 5両→6両     | 1993年5月25日  |            | 他編成の8連化へ転用               |
| 第11編成 | 1969年10月29日 | 汽車製造         | 5両→6両→8両 | 2002年9月9日   | 〇         |                                   |
| 第12編成 | 1969年11月4日  | 汽車製造         | 5両→6両→8両 | 2003年3月29日  | 〇         |                                   |
| 第13編成 | 1969年11月21日 | 汽車製造         | 5両→6両     | 1993年5月25日  |            | 他編成の8連化へ転用               |
| 第14編成 | 1969年11月26日 | 汽車製造         | 5両→6両→8両 | 1994年10月18日 |            | 6014号車は森ノ宮にて保存          |
| 第15編成 | 1969年10月4日  | 日立製作所       | 5両→6両     | 1993年6月7日   |            | 他編成の8連化へ転用               |
| 第16編成 | 1969年10月2日  | 日立製作所       | 5両         | －             | －         | 編成解体の上、各編成の6連化へ転用 |
| 第17編成 | 1969年10月20日 | 日立製作所       | 5両         | －             | －         | 編成解体の上、各編成の6連化へ転用 |
| 第18編成 | 1969年10月21日 | 日立製作所       | 5両         | －             | －         | 編成解体の上、各編成の6連化へ転用 |

## 冷房化改造

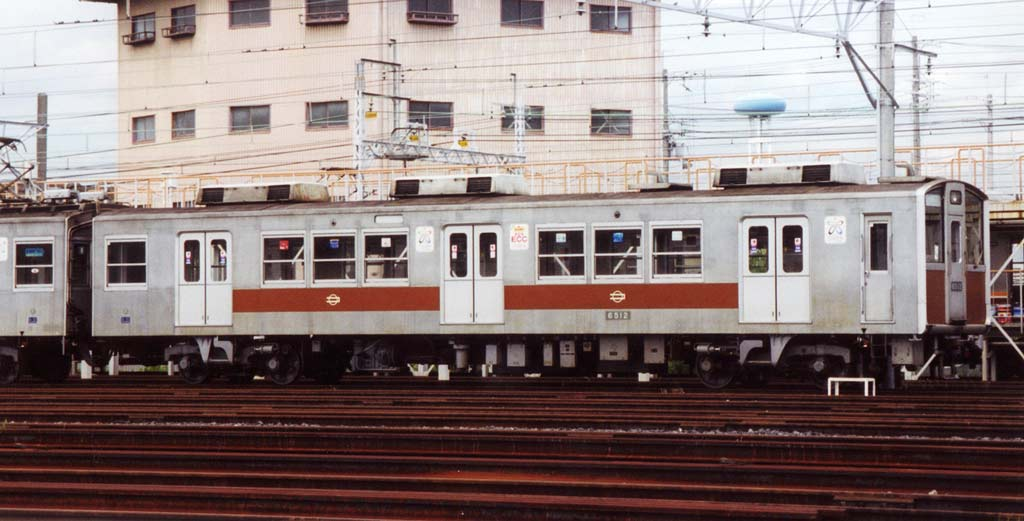
冷房改造車 2000年7月、東吹田検車場にて（公道上より撮影）

1985年（昭和60年）に阪急の車両が全車冷房化された後も非冷房のままで阪急線を運行しており、夏場は乗客から大変不評で、地下鉄線内では冷房つきの阪急車を待つという光景も多く見受けられた。このため、冷房化の要望が交通局に多く寄せられ、1990年（平成2年）から第01編成を最初として02、03、11、12編成に冷房装置の設置改造がなされた。なお、冷房装置の取付によって自重が増すことから、T車台車は廃車車両から取り外されたM台車に全車取り替えられた。冷房改造は全編成には及ばず、不足分は後継車両である66系の増備によって賄われた。 
冷房改造と同時に側面方向幕の取り付けと方向幕の電動化も行われた。最初に冷房改造を施工された第01編成の6両以外は、同時に内装の更新工事が行われ、第01編成の6両にも1995年に追加で内装更新が実施された。1992年8月以降に内装更新が実施された第01・02編成全車と第03・11・12編成の6100形・6200形には車椅子スペースが設置された。6003F・6011F・6012Fのうち6100形と6200形以外の各6両は、廃車まで車椅子スペースは設置されなかった。また、四つ橋線用や谷町線用の30系リニューアル車では、側面の帯が白帯の入ったものとなり全体に連続して貼付され、大阪市営地下鉄のマークも1番ドアと4番ドアの内側に移設されていたが、60系は新帯に変更されず、廃車まで旧帯のままであった。

## 運用
落成から廃車まで一貫して堺筋線と同線に相互直通運転する千里線（天神橋筋六丁目 - 北千里間）および阪急京都線（淡路 - 高槻市間・一部列車は相川または正雀始発着）の普通で使用されていた。
特殊な運用としては1970年（昭和45年）の日本万国博覧会（大阪万博）開催時の臨時EXPO準急運用（動物園前 - 北千里）に就き、またイベントで桂まで入線したことがある。また、運用終了前の2003年（平成15年）9月13日から21日の間、大阪市交通局100周年記念イベント列車「過去発→未来行タイムトレイン」に本形式が使用されている。
66系の導入後、1992年（平成4年）から第05編成を皮切りに廃車が始まった。ほぼ同時期に8両編成への組み替えが行われ、第01 - 04、06、07、11、12、14の8両編成9本に再編されるが、組み替えから漏れた余剰車 （前述の6005Fの6両編成全車、6600・6700形各5両、6008Fの6408・6508）が1993年までに廃車となった。続いて、8両編成となった編成のうち、冷房改造・内装更新が施工されなかった第04、06、07、14編成は1994年（平成6年）から1995年（平成7年）にかけて廃車となり、第01、02、03、11、12編成の冷房改造・内装更新車8両編成5本が残った。
その後暫く動きはなかったが、2002年（平成14年）からの66系増備車の登場により廃車が再開し、2003年（平成15年）11月7日を最後に運用を終了、後述の6014号車を残してあとの89両はすべて解体された。

## 保存車
原形を保つ非冷房車の6014号車が森之宮車両管理事務所に静態保存されているが、通常は非公開である。2008年3月23日に開催された地下鉄開業75周年記念イベント「なつかし車両まつりin森之宮」において、初めて一般公開され、後に登場時の姿に復元された。2015年の公開時には側面ラインカラーは剥がされ、正面窓下の赤色、方向板フックが復元されている。下枠交差式パンタグラフも、元の菱形パンタグラフに戻されている。また6001号車に取り付けられていたナンバープレートとローレル賞受賞記念プレートも同所に保管されている。

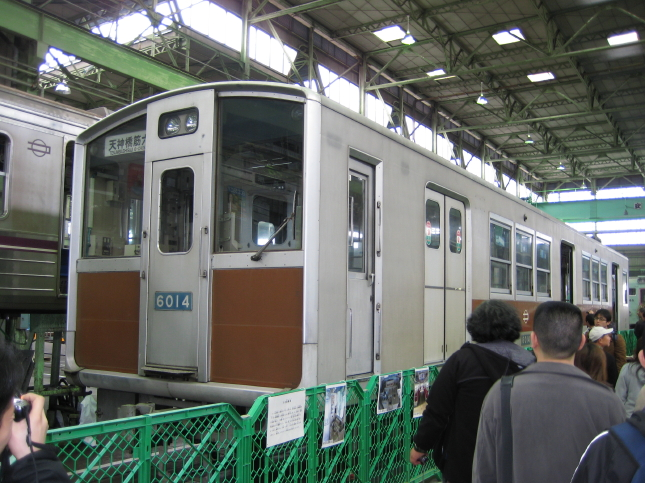
大阪市交通局森之宮車両管理事務所に静態保存されている、60系の原形を保つ非冷房車の6014号車 （2008年3月23日 なつかし車両まつりin森之宮にて）
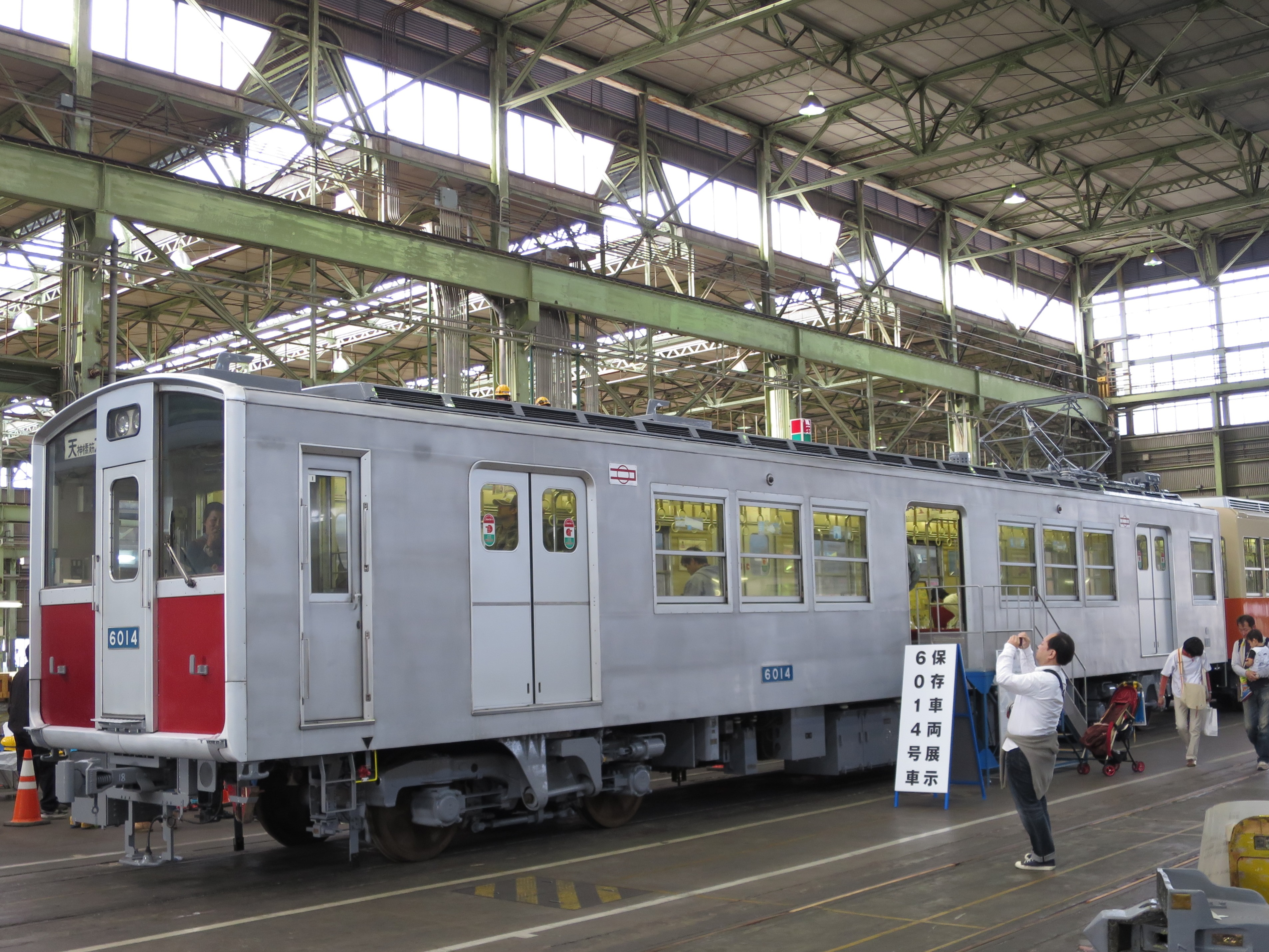
ラインカラーが剥がされホホ紅、方向板フックが復元され登場時の姿に戻った60系6014号車 （2015年11月3日/おおさか市営交通フェスティバル特別編in森之宮にて）